# Bistum Ceuta

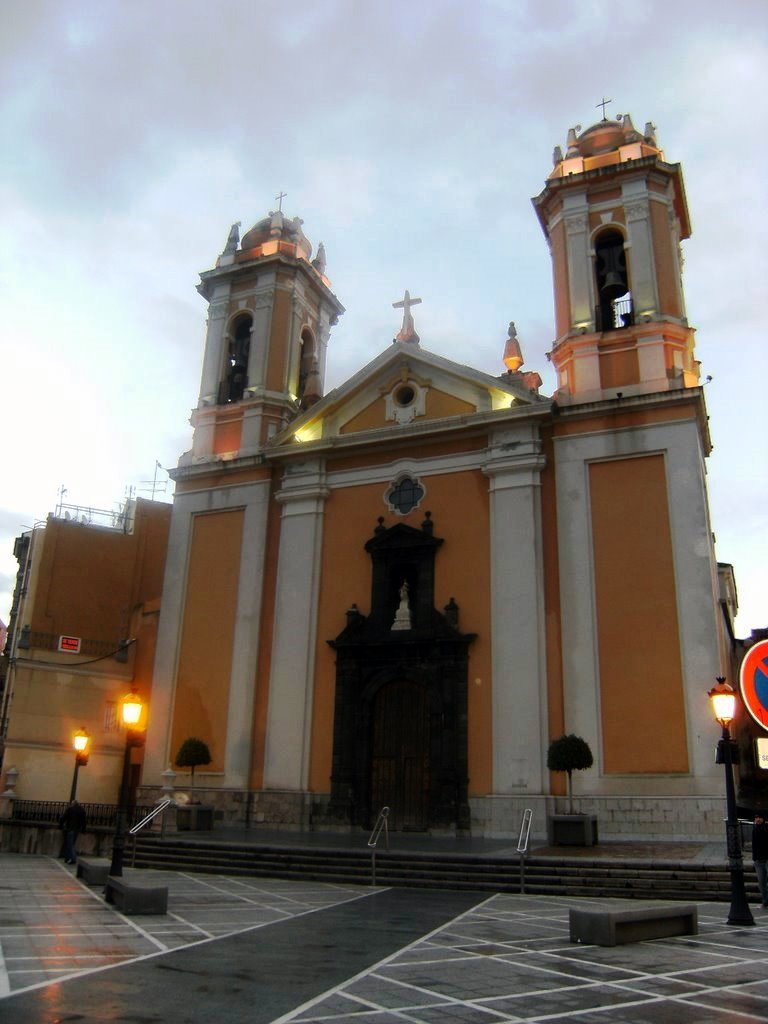
Konkathedrale de la Asunción in Ceuta

Das Bistum Ceuta (lat.: Dioecesis Septensis) ist eine ehemalige im afrikanischen Teil von Spanien gelegene römisch-katholische Diözese mit Sitz in Ceuta.

## Geschichte
Das Bistum Ceuta wurde am 4. April 1417 während einer zweijährigen Sedisvakanz des päpstlichen Stuhles aus Gebieten des Bistums Marrakesch errichtet. Es wurde dem Erzbistum Sevilla als Suffraganbistum unterstellt. 1459 trat es gemeinsam mit dem Bistum Marrakesch Gebiete für die Errichtung des Bistums Tanger ab. Am 9. Juni 1570 wurde es mit dem Bistum Tanger zum Bistum Ceuta und Tanger vereinigt. Am 16. Dezember 1675 wurde der Name in Bistum Ceuta geändert. Am 7. September 1851 wurde es aufgrund eines Konkordates dem Bistum Cádiz angegliedert.

## Bischöfe
- Aymar (Almeric) de Aureliano, OFM (21. März 1421–1443)
- João Manuel, OCarm (20. Juli 1444–9. Juli 1459), danach Bischof von Guarda
- Juan Roderici (13. Juli 1459–17. September 1459), danach Bischof von Coimbra
- Alvaro (17. Oktober 1459–1471)
- João Manuel Ferras (9. Januar 1472–17. März 1477), danach Bischof von Guarda
- Martin Pedro (28. März 1477–24. September 1477), danach Bischof von Lamego
- Justo Baldini, OSB (15. März 1479–1493)
- Fernando de Almeida (Cotignus) (19. Juli 1493–19. Juni 1499), danach Bischof von Nevers
- Diogo Ortiz de Vilhegas (4. Mai 1500–27. Juni 1505), danach Bischof von Viseu
- Henrique Alvari de Coimbra, OFM (30. Januar 1506–14. September 1532)
- Diego de Sylva, OM (1532–1533)
- Diego da Silva, OFM (4. März 1534–24. September 1540), danach Erzbischof von Braga
- Diogo Ortiz de Vilhegas (24. September 1540–4. Juli 1544)
- Jorge de Coimbra (9. Oktober 1545–12. März 1569)
- Francisco Guaresma, OFMObs (9. Juni 1570–1576)
- Manoel de Séabra (Leabra) (14. Januar 1577–1582)
- Diego Corrêa de Souza (15. Juli 1585–16. Februar 1598), danach Bischof von Portalegre
- Hector Valladares (11. März 1598–1600)
- Jerónimo de Gouvea, OFM (24. Januar 1601–1602)
- Agostinho Ribeiro (27. August 1603–29. Juli 1613), danach Bischof von Angra
- Antonio de Aguilar (21. Oktober 1613–1632)
- Gonçalo (Gonzalo) da Silva (6. September 1632–16. Februar 1649)
- Antonio Medina Cachón y Ponce de León (16. Dezember 1675–9. Dezember 1680), danach Bischof von Lugo
- Juan de Porras y Atienza (12. Mai 1681–24. April 1684), danach Bischof von Coria
- Luis de Ayllón (ab 5. Juni 1684)
- Antonio Ibáñez de la Riva Herrera (9. April 1685–28. April 1687), danach Erzbischof von Saragossa
- Diego Ibáñez de la Madrid y Bustamente (9. Juni 1687–5. April 1694)
- Vidal Marín Fernández (13. September 1694–10. März 1709)
- Sancho Antonio Belunza Corcuera (11. Dezember 1713–5. Oktober 1716), danach Bischof von Coria
- Francisco Laso de la Vega Córdova, OP (5. Oktober 1716–28. Mai 1721), danach Bischof von Plasencia
- Tomás Crespo Agüero (16. Juli 1721–7. März 1727), danach Erzbischof von Saragossa
- Tomás del Valle, OP (17. März 1727–12. Februar 1731), danach Bischof von Cádiz
- Andrés Mayoral Alonso de Mella (9. April 1731–27. Januar 1738), danach Erzbischof von Valencia
- Miguel Aguiar (27. Januar 1738–14. Februar 1743)
- Martín Barcia Carrascal (15. Juli 1743–12. Januar 1756), danach Bischof von Córdoba
- José Patricio de la Cuesta Velarde (7. April 1756–17. August 1761), danach Bischof von Sigüenza
- Antonio Gómez de la Torre y Jaraveitia (17. August 1761–28. Mai 1770), danach Bischof von Jaén
- José Domingo Rivero (6. August 1770 – Januar 1771)
- Manuel Fernández Torres (17. Juni 1771–6. September 1773)
- Felipe Antonio Solano Marín (18. April 1774–1. März 1779), danach Bischof von Cuenca
- Diego Martín Rodríguez, OFMObs (13. Dezember 1779–14. Februar 1785), danach Bischof von Coria
- Bartolomé Antonio Fernández Sobrado, OFMCap (19. Dezember 1785–Dezember 1811)
- Andrés Esteban y Gómez (19. Dezember 1814–22. Juli 1816), danach Bischof von Jaén
- Rafael Téllez, OFMCap (14. April 1817–12. Juli 1824), danach Erzbischof von Burgos
- Francisco Javier García Casarrubios y Melgar, OCist (27. September 1824–19. Dezember 1825), danach Bischof von Tui
- Pablo Hernández, OSsT (13. März 1826–21. Juli 1829)
- Juan Sánchez Barragán y Vera (15. März 1830–14. August 1846)